# Чёломджа
Чёломджа — река на Дальнем Востоке России, на территории Ольского городского округа Магаданской области.
Является крупнейшим по длине и площади бассейна притоком реки Тауй. Протекает по ненаселённой местности в пределах Кава-Челомджинской части Магаданского заповедника.

## Гидроним
Название в переводе с эвенского Чаламдя — «кастрированный олень, оставленный для убоя на мясо».

## Гидрография
Длина реки — 228 км, площадь водосборного бассейна — 1200 км².

### Пойма
В верховье река имеет горный характер, протекая в узкой долине с уклоном 6-17 ‰. В среднем течении русло становится широкопойменным с шириной от 400 м до 2 км, уклон реки уменьшается до 1,3 ‰. В низовьях пойма доходит до 3 км, уклон уменьшается до 0,76 ‰.

### Русло
На реке развиты сложные многорукавные русловые разветвления. При этом и основные, и второстепенные рукава меандрируют. Ширина русла доходит до 170 м. Глубина реки в верховье до 0,8 м, ниже по течению — от 1 м на перекатах до 2 м на плёсах. Дно в верхнем и среднем течении каменистое, в низовье песчаное. Скорость течения в пределах 1,2 — 1,6 м/с.

### Водный режим
Чёломджа замерзает в начале октября, вскрывается в мае. Продолжительность ледостава 200—210 дней.
Половодье обычно начинается во второй декаде мая, летне-осенняя межень прерывистая с паводками, достигающими по высоте максимума половодья. Продолжительность летней межени около месяца.
Среднемноголетний расход воды 132 м³/с, объём стока 4,166 км³/год.

## Фауна
В водах Чёломджи обитают лососёвые — кета, мальма, кижуч, кунджа, а также хариус.
На берегу реки гнездится рыбный филин, занесённый в Красную книгу МСОП.

## Притоки
Объекты перечислены по порядку от устья к истоку.
- 5 км: Невта
- 11 км: река без названия
- 12 км: Бургали
- 14 км: река без названия
- 28 км: река без названия
- 30 км: Молдот
- 33 км: река без названия
- 36 км: Охотничья
- 38 км: река без названия
- 47 км: Эльгенджа
- 60 км: Чёломджа
- 61 км: река без названия
- 64 км: река без названия
- 67 км: Дегдекан
- 71 км: река без названия
- 76 км: река без названия
- 80 км: Хурэн
- 81 км: река без названия
- 87 км: Кутана
- 102 км: река без названия
- 103 км: река без названия
- 106 км: река без названия
- 115 км: Хетанджа
- 123 км: Хивегчан
- 127 км: река без названия
- 131 км: Елганьджа
- 135 км: река без названия
- 138 км: река без названия
- 141 км: река без названия
- 149 км: река без названия
- 150 км: Бургагылкан
- 160 км: река без названия
- 160 км: Хивэгчан
- 163 км: Элгенджа
- 168 км: река без названия
- 169 км: река без названия
- 171 км: река без названия
- 173 км: Ясалкан
- 175 км: река без названия
- 181 км: Нёлкалкан
- 187 км: Мана
- 200 км: река без названия
- 200 км: река без названия
- 203 км: река без названия
- 203 км: Хетанджа
- 209 км: река без названия
- 211 км: Омчик
- 216 км: Гынгычан
- 216 км: Тодик